# 1996 új világörökségi helyszínei
Az UNESCO Világörökség Bizottsága az 1996. december 2-7. között Méridában megtartott 20. ülésszakán az alábbi helyszíneket nyilvánította a világörökség részévé: 
| | Schönbrunni kastély |
| Ausztria |                     |
| Kulturális (I)(IV) |                     |
| Védett terület: 186,28 ha, puffer zóna: 260,64 ha, hivatkozás: 786 |                     |
| A schönbrunni kastély barokk stílusú császári rezidencia Bécs Hietzing nevű kerületében. Ez Ausztria egyik legismertebb műemléke és turisztikai látványossága: magát a kastélyt évente másfél millió látogató keresi fel, a parkot további 5,2 milliónyian tekintik meg. Az egymást követő Habsburg uralkodók ízlését szemléltető barokk királyi palota legnagyobb része a 18. században épült. III. Károly Johann Bernhard Fischer von Erlach építészt bízta meg a feladattal. Mária Terézia a félkész épületet átalakíttatta, az eredeti épületből viszonylag kevés maradt meg. A palota leglátványosabb részei a stukkódíszítésű Nagy Galéria, mennyezetén a Habsburg Birodalmat szimbolizáló freskókkal és a Ceremóniaterem Mária Terézia uralkodását ábrázoló festményekkel. A kápolnát és a színházat az udvaron keresztül lehetett megközelíteni. A kastély körüli parkot már a 17. század utolsó éveiben elkezdték kialakítani, a későbbi hatalmas barokk kertek a birodalom méretét is szimbolizálják. A pálmaházban Mária Terézia neveltetett egzotikus növényeket. A parkot a korai neoklasszicista kolonnád, a Gloriette uralja. Az 1752-ben alapított állatkert a világ legrégebbi állatkertje. |                     |

| | Salzburg városának történelmi központja |
| Ausztria |                                         |
| Kulturális (II)(IV)(VI) |                                         |
| Védett terület: 236 ha, puffer zóna: 467 ha, hivatkozás: 784 |                                         |
| Salzburg, az azonos nevű szövetségi tartomány székhelye a Salzach partján fekszik a német-osztrák határnál. Wolfgang Amadeus Mozart 1756. január 27-én a 9-es szám alatti házban látta meg a napvilágot. A település rendkívüli értéket képvisel mint az európai egyházi városállamok fontos példája, óvárosa a barokk építészet egyik gyöngyszeme. Salzburg már a gótika idején gazdag volt épületekben, ekkor is számos kézművest és művészt vonzott. Spirituális központja a Szent Rupertnek és Szent Virgilnek szentelt székesegyház 1628-ban nyerte el mai formáját. A város egyetlen legalább részben román kori emléke a 7. század végén alapított Szent Péter bencés apátság. Az érseki rezidenciát a 12. században kezdték építeni, mai megjelenése egy 17. századi átépítésnek köszönhető. A Salzach folyó partján áll a város templomai és tornyai fölé magasodó Hohensalzburg vára Európa egyik legnagyobb, legimpozánsabb erődje. A 11. században kezdték építeni, majd az évszázadok során többször is kibővítették. A világi előkelők számára látványos paloták épültek, például a Mirabell-palota egy üvegházzal és a látványos falfestményeiről nevezetes Hellbrunn-palota. Az óváros jellegzetessége a belső udvarok és átjáróháza együttese. |                                         |

| | Belize Korallzátony Természetvédelmi Terület |
| Belize |                                              |
| Kulturális (VII)(IX)(X) |                                              |
| Védett terület: 96 300 ha, hivatkozás: 764 |                                              |
| Belize tengerpartjánál található az északi félteke legnagyobb korallzátonya. Méreteit csak az Ausztrália partjainál elterülő zátony múlja felül. A bonyolult, hét részből álló ökoszisztéma part menti atollokat, több száz homokzátonyt, mangroveerdőket, homokos partszakaszokat, tölcsértorkolatokat és tengerparti lagúnákat foglal magába. Az elszórt szigeteken és a parton mintegy százhetven növényfaj él. A zátonyok és a mangroveerdők között elterülő szigetek mérete az apró, rövid életű homokpadoktól az emberi településre alkalmas szigetekig terjed. A zátony hét különálló részén megfigyelhető a zátonyok keletkezésének folyamata. A világörökségi helyszínhez egy körülbelül ezer négyzetkilométer összterületű nemzeti park tartozik. A zátonyok 65 különböző korallváltozatból épülnek fel és számos, köztük olyan veszélyeztetett fajnak adnak otthont mint a tengeri teknős, a manátusz, és az amerikai krokodil. A területen eddig 178 szárazföldi, 247 tengeri növényfajt, valamint 500 halfélét és 350 puhatestű fajt írtak le. |                                              |

| | W Regionális Park |
| Benin, Burkina Faso és Niger közös világörségi helyszíne |                   |
| Természeti (IX)(X) |                   |
| Védett terület: 1 494 831 ha, puffer zóna: 1 101 221 ha, hivatkozás: 749 |                   |
| A nemzeti park, Nyugat-Afrika legnagyobb természetvédelmi területe a szavanna és az erdő közötti átmeneti régióban fekszik. Több ország osztozik rajta – Niger mellett Burkina Faso és Benin – de kezdetben csak a Nigerben fekvő 2200 négyzetkilométeres részét vették fel a világörökségi listára. A 2017-es ülésszakon kiterjesztették, így jelenleg a három ország közös világörökségi helyszíne. A park nevét a Niger folyó kanyargós, W alakú szakaszáról kapta. A folyó jobb partján szavannás, erdős területek és a szudáni-guineai zóna galériaerdői keverednek. A keveredés eredményeképpen élővilága sokszínű, számos növény- és állatfajjal. Eddig hozzávetőlegesen 70 emlősfajt és 350 madárfajt dokumentáltak. A lápos részek kiemelt fontosságú életterei az itt élő madaraknak. A madarak egy része időszakos költözés miatt nagy területet igényel és mivel a park összefügg több a szomszédos országokban védelem alá vont részeivel ez segíti ezen fajok túlélését. A park nagy testű emlőseiről is híres, megtalálható köztük a földimalac, a pávián, a bivaly, az Anubisz pávián, a gepárd, az elefánt, a víziló, a párduc, az oroszlán, a szervál, és a varacskos disznó. Az ismert növényfajok száma 454 ezek közül két orchideafaj csak Nigerben él. A Niger folyóba ömlik a Mékrou, ami egy mély szurdokot vágott a homokkőbe. Esős évszakban a folyó zuhatagok sorává válik, a száraz évszakban kiszárad és medrében vízililiomok nőnek. |                   |

| | Lednice–valticei kultúrtáj |
| Csehország |                            |
| Kulturális (I)(II)(IV) |                            |
| Védett terület: 14 320 ha, hivatkozás: 763 |                            |
| Liechtenstein hercegei a 17. és a 20. század között átalakíttatták dél-morvaországi birtokaikat. A 17. században Valticét sugárutakkal kötötték össze a birtok többi részével, középkori alapokra épült kastélyát az évszázadok során reneszánsz, manierista és főleg barokk stílusban alakították át. A lednicei kastély a 16. században épült reneszánsz villaként, ezután barokk és neogótikus stílusban fokozatosan átépítették. A két birtokot széles fasor köti össze, a kastélyokat és angol romantikus stílusú tájépítészeti elemeket felhasználva egy kétszáz négyzetkilométer kiterjedésű épített tájparkkal vették körbe. A tájkép fontos elemei a sokféle honos és egzotikus fafajta, a park emellett jelentős vízimadár-rezervátum is. A helyszínhez tartozik ezeken kívül a közeli Hlohovec község is és Lednice mocsaras részén még a középkorban kialakított halastavak. |                            |

| | Verla ipartörténeti műemlékei |
| Finnország |                               |
| Kulturális (IV) |                               |
| Védett terület: 22,8 ha, puffer zóna: 88 ha, hivatkozás: 751 |                               |
| A Skandinávia kiterjedt erdőségeire alapult papírgyártás a 19. században élte első virágkorát. Ebből a korból maradt meg a verlai fafeldolgozó üzem amely a kiváló állapotban megőrződött deszkamalommal és a környező lakónegyeddel a 19. században és a 20. század elején virágzó farost-, papír-, és lemezgyártással foglalkozó vidéki ipari települések és a finn fafeldolgozó ipar egyik legfontosabb ipari műemléke. Az 1882-ben létesített, Helsinkitől százötven kilométerre északra található papírmalom a hozzá tartozó kartonlemezgyár illetve a munkások lakónegyede a Kymi völgyében fekszik. A terület gazdasága a szervezett faúsztatásnak és a kiépülő vasúti közlekedésnek köszönhetően gyors fejlődésnek indult. A 20. század közepére a fafeldolgozó hozama fokozatosan csökkent míg végül az üzemet 1964-ben bezárták de ipartörténeti múzeumként továbbra is hasznosították. Ma is látható épületei az 1964-es állapotot tükrözik, gépei máig működőképesek. A gyárban napjainkban a finn fafeldolgozó ipar történetét bemutató múzeum működik. |                               |

| | Canal du Midi |
| Franciaország |               |
| Kulturális (I)(II)(IV)(VI) |               |
| Védett terület: 1 172 ha, puffer zóna: 2 014 ha, hivatkozás: 770 |               |
| A Canal du Midi egy mesterséges vízi út ami a Földközi-tenger térségét köti össze az Atlanti-óceánnal. Fő- és mellékcsatornákból, zsilipekből, hidakból, alagutakból álló rendszer. 350 kilométer hosszú, 1667 és 1681 között mindössze 14 év alatt készült el. A jelentős szintkülönbségeket (Toulouse környékén 63 méter, a Földközi-tenger felé 190 méter) zsiliprendszerekkel hidalták át. A csatornához tartozó építmények kialakításakor (például házak, zsilipek) nem csak funkcionalitásra törekedtek, hanem figyelembe vették a tájképre gyakorolt hatásukat is. Az építkezés legnehezebb részfeladata a Béziers közelében lévő 150 méter hosszú Malpas-alagút kialakítása volt ahol robbanóanyagot is alkalmaztak. A csatorna megépítése a 17. század legnagyobb és a modern történelem egyik leginkább figyelemre méltó mérnöki teljesítménye volt. Hatására egész Languedoc régió gyors fejlődésnek indult, a vasúti szállítás kezdetével azonban elvesztette jelentőségét. Jelenleg főleg turisztikai célokra hasznosítják. |               |

| | Aigai régészeti feltárása Verginában |
| Görögország |                                      |
| Kulturális (I)(III) |                                      |
| Védett terület: 1 420,81 ha, puffer zóna: 4 811,7 ha, hivatkozás: 780 |                                      |
| 1977-ben a feltárások során királysírokra bukkantak Verginában, ami megerősítette azt a feltételezést, hogy ezen a helyen feküdt Aigai, a Makedón királyság első fővárosa. Virágkorát az i. e. 7. és az i. e. 4. század között élte. Az ásatások egyik legfontosabb lelete egy mozaikokkal gazdagon díszített királyi palota az i. e. 3. századból. A királysírokban számos temetkezési tárgyat és freskót találtak, ezek egyike a Nikomakhosznak tulajdonított „Perszephoné elrablása”. Az egyik sírkamrában feltehetőleg II. Philipposz földi maradványait találták meg. A város hellenisztikus korszakából származik egy színház, egy tornacsarnok, védművek jelentős része két templom, egy Démétér-szentély és egy sztoa. A temetőben vaskori temetkezési dombokat tártak fel. A nagy kiterjedésű nekropolisz legrégebbi sírjai az i. e. 10. századból valók, a gazdag sírmellékletek (fegyverek, ékszerek) magas életszínvonalról tanúskodnak. A királysírokat két egymás fölötti halom fedte, ennek köszönhetően a négy sírból kettő érintetlen maradt. A romterületen fekszik még a Rhomaios-sír (i. e. 3. század, az Euridiké-sír (i. e. 4. század), és a Henzey-sírhalom (i. e. 4. század utolsó negyede). |                                      |

| | Felső-Szvanéti hegyi falvai |
| Grúzia |                             |
| Kulturális (IV)(V) |                             |
| Védett terület: 1 ha, puffer zóna: 19,1 ha, hivatkozás: 709 |                             |
| Az északnyugat Grúziában fekvő Felső-Szvanétia évszázados elszigeteltségének köszönheti mai napig fennmaradó, egyedülálló kultúráját. A mintegy negyven hegyi faluban élő szvánok eredete nem tisztázott, nyelvük csak távoli rokonságban áll a mai grúzzal. Már korán áttértek a kereszténységre, de hitrendszerükbe korábbi pogány vallásuk elemeit is beépítették. A Középső-Kaukázus eldugott részében fekvő falvakat szurdokok és völgyek választják el egymástól és ötezer méteres, gleccserekkel borított hegycsúcsok veszik körül. A régió jellegzetes tájképét templomtornyok és toronyszerű lakóházak uralják. Itt található Európa egyik legmagasabban fekvő falva is, a 2200 méteren elterülő Usguli. A falvakban álló különleges, toronyszerű, 3-5 emelet magas, felfelé vékonyodó falú épületek lakóházként, raktárként és védelmi állásként is funkcionáltak. Csazhasi faluban több mint kétszáz ilyen torony maradt fenn, míg a legrégebbi, a 12. és a 13. század között emelt tornyok Usguli kis településén találhatók. A falvakban jelentős művészi tevékenységet folytattak (fémművesség, könyvfestészet, fafaragás, ikonfestészet), ennek megmaradt emlékei jelentős mértékben segítik a térségben folytatott kutatásokat. |                             |

| | Amszterdam védművonala |
| Hollandia |                        |
| Kulturális (II)(IV)(V) |                        |
| Védett terület: 17 576 ha, hivatkozás: 759 |                        |
| A védművonal Amszterdam körül egy 135 kilométer hosszan gyűrű alakban kiépített erődrendszer. Egyedi módon vizet használ védekezéshez, amivel tervezett módon eláraszthatták a környéket. A védelmi vonal kiépítése 1883-ban kezdődött és csak 1920-ban fejeződött be. Nem sokkal ezután a légierő fejlődésével a védmű el is vesztette jelentőségét. Összesen negyvenöt erőd tartozott hozzá, valamint lőállások kazamaták, zsilipek csatornák és gátak bonyolult rendszere. A tervek szerint úgy árasztották volna el a környéket, hogy sem gyalogosan sem hajóval nem lehetett volna megközelíteni, mivel a vízszint körülbelül egy méter magas lett volna. A hollandok már a 16. század óta használták vízmérnöki tudásukat védelmi célokra, ez a védművonal régebbiek megerősített, összevont és továbbfejlesztett változata. A védelmi gyűrű leglátványosabb része Pampus erődszigete az IJ folyó torkolatánál. |                        |

| | Sangiran, a jávai előember lelőhelye |
| Indonézia |                                      |
| Kulturális (III)(VI) |                                      |
| Védett terület: 5 600 ha, hivatkozás: 593 |                                      |
| Sangiran, a jávai előember lelőhelye kulcsfontosságú helyszín az emberi evolúció tanulmányozásában. A jávai ember koponyáját 1891-ben fedezték fel itt, majd 1936 és 1941 között folytatott ásatások során újabb emberszerű csontok megkövesedett maradványaira bukkantak. A leletek arra utalnak, hogy a területet legalább másfél millió évvel ezelőtt is lakták emberszabásúak. Sangiran jelenleg az előember-kutatás egyik legfontosabb helyszíne a világon. Állati kövületeket is találtak itt többek között orrszarvúk, elefántok, tulkok és szarvasok maradványai kerültek elő. Kőszerszámokat is feltártak, a kalcedonból és jáspisból pattintott vágókések és fejszék a paleolitikum idejéből származnak, egy másik tárgycsoport amely csonteszközökből és fejszékből áll a neolitikum idejére datálható. A helyszín az előember-maradványok mennyisége miatt is jelentős, az eddig felfedezett hatvan emberi lelet mindegyike a Homo erectus embertípushoz tartozik, amely már magán viselte a ma élő ember fizikai tulajdonságait. |                                      |

| | Skellig Michael kora középkori kolostoregyüttese |
| Írország |                                                  |
| Kulturális (III)(IV) |                                                  |
| Védett terület: 21,9 ha, hivatkozás: 757 |                                                  |
| Az Atlanti-óceánban, Írország délkeleti partjaitól mintegy 12 kilométerre fekvő Skelling Michael szigeten található a korai ír kereszténység egyik kolostora. Elszigeteltsége miatt épületei viszonylag jó állapotban maradtak fenn és a korai keresztény szerzeti élet szélsőségeit szimbolizálják. A legenda szerint Szent Fioman alapította még a 7. században, de a legkorábbi forrás amiben említik a 8. századra datálható. Stílusjegyei alapján a kolostor ma is látható templomát valamikor 950 és 1050 között építhették. A feljegyzések szerint az épületegyüttes a 12. századig folyamatosan lakott volt, ekkor azonban egy éghajlatváltozás miatt a szerzetesek kénytelenek voltak a szárazföldre költözni. A Szent Mihály arkangyalnak szentelt kolostoregyüttes méhkaptárszerű kőkunyhókból áll amelyet egy meredek lépcsőn lehet megközelíteni. Ezeket a szerzetesi és imacellákat habarcs nélkül összeillesztett kövek alkotják. A legjelentősebb maradványok a sziget északkeleti részén egy meredek lejtőn helyezkednek el. A legfontosabb épületcsoport a templomból, kápolnákból, cellákból, és egy földalatti helyiségből áll. |                                                  |

| | A hirosimai Atombomba-dóm (Genbaku dómu) |
| Japán |                                          |
| Kulturális (VI) |                                          |
| Védett terület: 0,4 ha, puffer zóna: 42,7 ha, hivatkozás: 775 |                                          |
| A hirosimai béke emlékmű az emberiség által létrehozott legpusztítóbb fegyver szimbóluma azon a helyen ahol elsőként vetettek be nukleáris fegyvert katonai célokra. A bomba a városközpont felett 570 méter magasságban robbant fel és négy kilométeres sugarú körben szinte mindent elpusztított. Az áldozatok száma 90 és 200 ezer közé tehető, a robbanás hosszú távú következményei jelenleg is hatnak. A pusztítás területén csak az Ipari Vásárcsarnok épületének egy része maradt állva, valószínűleg azért mert a lökéshullám pontosan függőleges irányból érte. Az újjáépítéskor ebben a romos állapotában őrizték meg. Genbaku-dómként (Atombomba-dóm) vált ismertté és a modern háborúk szörnyűségeit jelképezi. A körülötte lévő Béke Emlékparkot 1950 és 1964 között alakították ki. Egy 1966-os rendelet alapján a dómot örökre meg akarják őrizni mint a béke emlékművét és a nukleáris leszerelés reményének szimbólumát. |                                          |

| | Icukusimai szentély |
| Japán |                     |
| Kulturális (I)(II)(IV)(VI) |                     |
| Védett terület: 431,2 ha, puffer zóna: 2 634,3 ha, hivatkozás: 776 |                     |
| A Japán legszebb tengerparti vidékén található szentélyegyüttes már a korai idők óta a sintoizmus szent helye. A jelenlegi templom a 12. századból származik, az első szentélyeket valószínűleg a 6. században építették. A sziget mindig is szent terület volt, a 11. századig csak a papok tartózkodhattak rajta és máig sem létesült temető a területén. A főépületek a 16. század második feléből valók, nyolc nagyobb és több kisebb épület áll cölöpökön, amelyeket galériák kötnek össze a szárazföldön álló „külső szentély” építményeivel. Színükkel és formájukkal az épületek a tenger és a hegyek kontrasztját emelik ki, kialakításukat a Heian-kor arisztokratikus lakóház építési stílusa befolyásolta. 1875-ben az épületegyüttest egy tizenhat méteres kapuzattal egészítették ki. Ez a parttól 175 méterre áll és Japán egyik leghíresebb építménye. |                     |

| | Omej-hegy a lösani óriás Buddha és környezetük |
| Kína |                                                |
| Vegyes (IV)(VI)(X) |                                                |
| Védett terület: 15 400 ha, puffer zóna: 46 900 ha, hivatkozás: 779 |                                                |
| A Szecsuan tartományban álló sziklákkal, hasadékokkal, patakokkal tagolt 3000 méter magas Omej-hegy volt a kínai buddhizmus első központjainak egyike és ma is jelentős zarándokhelynek számít. Ez a kínai buddhizmus négy szent hegye közül a legmagasabb, a különlegesen látványos természeti környezetben az i. sz. 1. században kezdett kialakulni egy spirituális központ és már a 2. századtól megszentelt helynek számított. Az évszázadok során egyre több kulturális értéket építettek és halmoztak fel a közelben, jelenleg több mint kétszáz kolostor és remetelak áll a területen. Az épületek legnagyobb része a 17. századból származik, de vannak köztük olyanok is, amelyeket még a 6-7. században emeltek. A legenda szerint itt tanított Szamantabhadra a törvény bodhiszattvája is, aki a hegy védőszentjévé vált. A hegy változatos növény-, és állatvilágáról is ismert, ezeréves fái mellett vörös macskamedvék, örvös medvék és ázsiai aranymacskák is élnek a területén. A hegytől 35 kilométerre található a 71 méter magas lösani óriás ülő Buddha szobor, a világ legnagyobb Buddha szobra, amelyet a 8. században faragtak ki egy hegyoldalból a Mincsiang, a Tatu és a Csingji folyók összefolyásánál. |                                                |

| | Lusan Nemzeti Park |
| Kína |                    |
| Kulturális (II)(III)(IV)(VI) |                    |
| Védett terület: 30 200 ha, puffer zóna: 50 000 ha, hivatkozás: 778 |                    |
| A Csianghszi tartományban, a Jangce-folyótól északra emelkedő 1 400 méter magas Lusan hegy a kínai civilizáció egyik vallási központja. Az azonos nevű nemzeti park különleges természeti szépségei (vízesései, sziklái, tavai stb.) mellett templomokból, kolostorokból és emlékhelyekből áll és évszázadokon keresztül inspirálta a költőket és a tájképfestőket is. A Huang-hegy mellett ez a helyszín volt az ami a tájképfestészet fejlődésére a legnagyobb befolyást gyakorolta. A hegyet számos ismert személyiség is felkereste, köztük filozófusok, politikusok és szerzetesek is, a taoisták és a buddhisták számára is fontos zarándokhelynek számított és számít ma is. A hely egyik meghatározó épületegyüttese a Keleti Liget-templom amelyet a 4. században alapítottak és épületeit évszázadokon keresztül bővítették. A hegy épületei harmonikusan illeszkednek a tájba, a hegyvidéket egészen a közelmúltig gondosan megválasztott kulturális elemekkel díszítették. |                    |

| | Okapi Vadrezervátum |
| Kongói Demokratikus Köztársaság |                     |
| Veszélyeztetett világörökségi helyszínek listájára került: 1999 |                     |
| Természeti (X) |                     |
| Védett terület: 1 372 625 ha, hivatkozás: 718 |                     |
| Az 1992-ben védett területté nyilvánított 14000 négyzetkilométeres Okapi Vadrezervátum az ország északkeleti részén fekvő Ituri-esőerdő mintegy ötödét teszi ki. A Kongó-folyó medencéjében, Afrika egyik legnagyobb vízgyűjtő területén található rezervátum az 1890-ben felfedezett csíkos lábú, növényevő patás állatról, az okapiról híres, amelyről nevét kapta. Az okapik természetes környezetükben csak a kongói esőerdőkben fordulnak elő. Összes vadon élő egyedszámukat harmincezerre becsülik, közülük megközelítőleg ötezer példány él a rezervátum területén, amely több más veszélyeztetett főemlősnek és madárfajnak is menedéket nyújt. A rezervátumban hagyományos nomád életmódot folytató pigmeus csoportok élnek, akik kitűnően ismerik és hasznosítják az erdő erőforrásait. Élelmüket vadászattal és gyűjtögetéssel biztosítják, hálóval és íj segítségével vadásznak, valamint rovarokat, gombákat, gyümölcsöket, növényeket és mézet gyűjtenek. |                     |

| | Pannonhalmi Bencés Főapátság |
| Magyarország |                              |
| Kulturális (IV)(VI) |                              |
| Védett terület: 47,4 ha, hivatkozás: 758 |                              |
| A bencések által épített hajdani Szent Márton-monostor volt az egyik legjelentősebb központ ahonnan a kereszténység elterjedt Magyarországon. A szerzetesek 996-ban jelentek meg a dombvidéken, a monostor alapítása Géza fejedelemhez köthető, majd I. (Szent) István főapátsági rangra emelte. A ma is látható templom a harmadik ezen a helyen, legrégebbi megmaradt eleme a két korábbi épület romjaira emelt, 1255-ben felszentelt társkáptalani templom. Feltételezhető, hogy a kórus alatti kripta is a korábbi templom alapjaira épült. Az épületegyüttesben számos román és gótikus stílusú műalkotás látható. 1472-ben az uralkodó tulajdonában került és elkezdték felújítani, ekkor épült a késő gótikus kerengő is. Később a kolostor egy tűzvészben károsodott, majd 1594-ben a törökök elfoglalták. A szerzetesek 1638-as visszatérése után épültek az apátság barokk stílusú részei, köztük a refektórium. A 19. század első felében klasszicista stílusban átépítették az apátság egyes részeit, ekkor készült el az 55 méter magas nyugati torony és a könyvtár díszterme, ahol értékes kéziratokat és ősnyomtatványokat is őriznek. Az épületegyüttesben jelenleg is élnek szerzetesek akik egy iskolát is működtetnek. |                              |

| | Meknesz történelmi városa |
| Marokkó |                           |
| Kulturális (IV) |                           |
| Hivatkozás: 793 |                           |
| Meknesz Marokkó négy királyi városának egyike, történelmi városrésze a 17. századi Magreb fővárosok egyik különösen jó állapotban megmaradt példája. Meknesz egy ősi berber erőd körül alakult ki, virágkorát a 17-18. században élte, amikor az Alavita-dinasztia egyik tagjának, Iszmail szultánnak birodalmi székhelye lett. A települést korábban többször is elpusztították, majd az Almorávidák, az Almohádok és a Marínidák is újjáépítették. Iszmail szultánnak köszönhető egy új, mór stílusban épített birodalmi város, számos rekonstrukció mellett új mecseteket, mauzóleumokat és kerteket is építtetett. A „marokkói Versailles” (a szultán XIV. Lajos francia király kortársa volt) palotákból, istállókból, magtárakból, víztározókból és műhelyekből állt, de ebből az épületegyüttesből csak romok maradtak meg nem messze a szultán mauzóleumától. A várost hatalmas kapukkal tagolt falak veszik körül, az egyes városnegyedeket meghatározott iparágaknak és tevékenységeknek tartottak fenn. |                           |

| | Vadán, Singetti, Tisit és Valáta erődvárosai |
| Mauritánia |                                              |
| Kulturális (III)(IV)(V) |                                              |
| Hivatkozás: 750 |                                              |
| Vadán, Singetti, Tisit és Valáta erődvárosait a 11. és a 13. század között alapították, később fontos iszlám vallási központokká fejlődtek. A Szaharát átszelő kereskedelmi útvonalak pihenőhelyeként szolgáló települések egy-egy termékeny völgy vagy oázis mellett épültek. Fontos feladatuk volt a vallási nevelés, így a települések a mecsetek köré épültek. Valáta fontos kereskedőváros volt, a 11. és a 12. században neves korániskolával és gazdag könyvtárral rendelkezett. Szorosan egymás mellé épített lakóházait vörösesbarna agyaggal borították be. Vadánt és Tisit a 12. század közepén alapították, Signettit a 13. században. Ez utóbbi az ország belsejének egyik leghíresebb sivatagi települése volt, a Mekkába induló zarándokok találkozóhelye. A városoknak raktárakat és szállást kellett biztosítaniuk a kereskedőknek és az üzleti ügyekben átutazóknak, ezek az igények formálták a kszúrnak nevezett városrész szerkezetét, amely alkalmazkodott a szélsőséges éghajlati körülményekhez. A belső udvaros épületek jellemzően a négyszögletű minarettel ellátott mecset körüli szűk utcákban álltak. A települések jelenleg romos állapotban vannak. |                                              |

| | A Querétaro körzet történelmi műemlékei |
| Mexikó |                                         |
| Kulturális (II)(IV) |                                         |
| Védett terület: 258,3 ha, puffer zóna: 141,67 ha, hivatkozás: 792 |                                         |
| Querétaro városában különleges módon egymás mellett található a spanyol gyarmatosítók által kiépített sakktáblaszerű utcahálózat és az indián negyedek szabálytalan sikátorai. Lakóik békében éltek egymás mellett. A világörökségi helyszínhez kétszáz háztömb tartozik körülbelül ezernégyszáz történelmi épülettel. A település fontos történelmi eseményekhez is köthető, itt írták alá a békeszerződést az Amerikai Egyesült Államokkal, itt raboskodott I. Miksa császár és itt írták alá a nemzeti alkotmányt is. Városközpontjában több 17-19. századi gyarmati építmény található, a katolikus egyház és a szerzetesrendek befolyását tükröző egyházi épületek és barokk paloták. A San Francisco-templom a 17. században épült, jelenleg múzeumként üzemel. A Convento de la Cruiz-templom, valamint a Santa Rosa és Santa Clara zárdák jelentős barokk épületegyüttesek. A település közigazgatási központja a Plaza Armas tér köré épült ki, és itt találhatók a legbefolyásosabb polgárok rezidenciái is. Az épületeken kívül jelentős mérnöki alkotás a városon kívüli több mint fél kilométeres vízvezeték. |                                         |

| | Uxmal pre-hispán városa |
| Mexikó |                         |
| Kulturális (I)(II)(III) |                         |
| Védett terület: 2 059,8 ha, puffer zóna: 3 758,64 ha, hivatkozás: 791 |                         |
| A Yucatán-félszigeten található települést maják alapították. Már a preklasszikus időben is lakott volt, de csak a maja civilizáció késői klasszikus korában kb. i. sz. 800 és i. sz. 1000 között élte virágkorát. Épületei sok helyiségből állnak, általában téglalap alakúak és egy központi udvar köré szerveződtek. Tetejüket gyakran álboltozatokkal zárták le, és sokszor alkalmaztak négyszögletes fejezetekben végződő oszlopokat. A helyszínen számos sztélét is feltártak, de ezek feliratai sajnos nem szolgálnak történelmi adatokkal. Legfontosabb épületei közé tartozik az Apácazárda néven ismert épületegyüttes, amely egy négyszögletes udvart fog körül, körülötte számos cellaszerű helyiséggel. Uxmal egyedülálló építészeti emléke a Varázsló piramisa egy több egymásra helyezett tömbből kialakított piramis, tetején egy szentéllyel. Jelentős épület a Kormányzó palotája, az ún. Galambdúc (nevét európai galambdúcokra emlékeztető áttört oromdíszéről kapta), piramisegyüttesek, és egy labdajátéktér is, valamint a Temető csoport domborművei, amelyeken koponya és keresztbe tett lábszárcsontok láthatók. |                         |

| | A Bauhaus műemlékei Weimarban és Dessauban |
| Németország |                                            |
| Kulturális (II)(IV)(VI) |                                            |
| Védett terület: 8,16 ha, puffer zóna: 59,26 ha, hivatkozás: 729 |                                            |
| Az Állami Bauhaus intézményét 1919-ben Walter Gropius a két weimari művészeti iskola összevonásával alapította. Az iskola munkatársai által tervezett épületek voltak a 20. századi építészetet erőteljesen befolyásoló modernizmus első alkotásai. A világörökségi helyszínhez tartozó épületekből kettő Weimarban a többi Dessauban található, ennek az az oka, hogy az alkotóműhely 1925-ben politikai okokból Weimarból Dessauba költözött. A nagyobb szabású épületek Dessau külvárosában találhatók, itt áll az építészeti stílus névadó építménye a Bauhaus is (maga az iskolaépület) és a Mesterek háza ahol az iskola igazgatója és tanárai laktak. A weimari 1923-ban épült Haus am Horn lett a későbbi kertvárosi házak egyik modellje. Fokozatos politikai és költségvetési szorításokat követve 1932. október 1-jével Dessau város felmondta a műhely fenntartását és a művészek közül többen az Egyesült Államokba emigráltak. |                                            |

| | Kölni dóm |
| Németország |           |
| Kulturális (I)(II)(IV) |           |
| Puffer zóna: 258 ha, hivatkozás: 292 |           |
| A kölni dóm 157 méteres magasságával Németország második és a világ harmadik legmagasabb temploma. Németország legnépszerűbb látványosságainak egyike, 2004-ben körülbelül 6 millió látogatója volt. A gótikus építészetnek ez a remekműve több száz éven keresztül épült. A mai épület egy két homlokzati toronnyal, szentélykörüljárós kórussal rendelkező öthajós, egy kereszthajós bazilika formájú templom. A területen a 4. században egy keresztény imaházat építettek amit átriummal, keresztelőkápolnával és egy püspöki lakóházzal bővítettek ki. Az évszázadok során többször megnagyobbították, majd 1164-ben ide kerültek Milánóból a Háromkirályok ereklyéi és az épületek szűknek bizonyultak az egyre nagyobb számban érkező zarándokok számára. A munkálatok csak a 13. század közepén kezdődtek el, a nyugati homlokzat a 14. század elején elkészült, de a dóm teljes szerkezete csak 1560-ra épült meg. A templom ezután még évszázadokig befejezetlen maradt, ma is látható formáját 1842 és 1880 között kapta. A Háromkirályok-ereklyetartó Nicolas de Verdun munkája, a három szárnyú oltár a 15., a kórusülések a 13., a Gero-feszület a 10. századból való. |           |

| | Luther-emlékhelyek Eislebenben és Wittenbergben |
| Németország |                                                 |
| Kulturális (IV)(VI) |                                                 |
| Védett terület: 0,83 ha, puffer zóna: 13,02 ha, hivatkozás: 783 |                                                 |
| A helyszínhez tartozó műemlékek mind kapcsolatban állnak Luther Márton és reformertársa Melanchthon életével. Eislebenben áll Luther szülőháza és utolsó lakóhelye, Wittenbergben pedig a Luther-ház, a városi templom (Stadtkirche), a kastélytemplom (Schloss kirche) és a Melanchton-ház. A Luther-ház a wittembergi egyetem udvarán álló egykori Ágoston-rendi kolostorban található, több mint negyven éven át itt élt és dolgozott, jelenleg múzeum működik benne. Ez a wittembergi ház volt a később kiadott Asztali beszélgetések színhelye is. 1517 október 31-én a kastély-templom ajtajára függesztette ki híres 95 tételét, a jelenlegi bronzajtón ennek latin szövege látható. A templom belsejében áll Luther és Melanchthon síremléke is, Luther több mint harminc évig a templom prédikátora volt. A piactéren álló emlékművét 1821-ben állították fel. Az eislebeni házakat nemrég műemlékvédelmi szempontokat maximálisan figyelembe véve újították fel. |                                                 |

| | Castel del Monte |
| Olaszország |                  |
| Kulturális (I)(II)(III) |                  |
| Védett terület: 3,1 ha, puffer zóna: 10 847,3 ha, hivatkozás: 398 |                  |
| A nyolcszög alaprajzú várat II. (Hohenstaufen) Frigyes császár építtette 1250 körül Puglia tartományban Bari közelében. Minden sarkán egy-egy szintén nyolcszög alaprajzú torony emelkedik, és belső udvara is nyolcszögű. Előképe egyes elméletek szerint az aacheni palotakápolna lehetett, esetleg az uralkodóra nagy hatást gyakorló ősi arab kultúrában kiemelt jelentőségű nyolcas szám. Egy szikla tetején emelkedik, kialakításakor feltételezhetően nagy szerepet kapott a számmisztika. Keverednek benne a klasszikus ókor, az iszlám és az északi ciszterci gótikus építészet stílusjegyei, viszont feltűnően hiányoznak belőle a keresztény díszítőelemek. A szokatlan formájú épület mellől hiányoznak a kor megszokott kiegészítő elemei, például a külső védművek, a konyhák, az istállók, a raktárak stb. A vár funkciója sem ismert, feltételezhetően vadászkastélyként hasznosították. Belső díszítésének nagy része az évszázadok során megsemmisült, néhány padlómozaik és értékes anyagból faragott oszlop maradt meg. |                  |

| | Alberobellói trullók |
| Olaszország |                      |
| Kulturális (III)(IV)(V) |                      |
| Védett terület: 10,52 ha, hivatkozás: 787 |                      |
| A Puglia tartományban, Baritól hatvan kilométerre található Alberobello kör alaprajzú, kúposan egymásra rakott kőlapokkal fedett házairól, a trullókról híres. Ez az építkezési mód egy időben nagyon elterjedt volt a Földközi-tenger vidékén, de eredete nem ismert. A hagyomány szerint azért terjedt el, mert a könnyen szétbontható épületek segítségével mentesülhettek az építmények száma szerint kivetett adó megfizetésének egy része alól. A házak egy helyiségből állnak, falaikat habarcs nélkül egymásra rakott kövekből alakították ki, fényt kisméretű ablakokon keresztül kaptak. A házakra a gonosz erőkkel szembeni szimbólumokat festettek, falaikat rendszeres időközönként fehérre festették. A ma is látható trullók nagyobb része a 18. század vége előttről származik, négyszögletes belső helyiségükben a kandallókat és tűzhelyeket a falba mélyítették. Esetenként több trullót is egymáshoz kapcsoltak. Alberobello Monti negyedében 1030 trulló található, míg az Aja Piccola negyedben 590 trulló maradt fenn. |                      |

| | Ravenna ókeresztény és bizánci műemlékei |
| Olaszország |                                          |
| Kulturális (I)(II)(III)(IV) |                                          |
| Védett terület: 1,32 ha, hivatkozás: 788 |                                          |
| A helyszínhez Ravenna nyolc az 5. vagy 6. századból való műemléképülete tartozik. A város az 5. században a Nyugatrómai Birodalom fővárosa volt, később gót fennhatóság alá került, majd a 751-es longobárd támadásig a bizánci hatalom itáliai központja volt. A mozaikokkal díszített épületek egyesítik magukban a görög-római hagyományokat a keresztény ikonográfiával és a korai kereszténység legfontosabb emlékei közé tartoznak. A legkorábbi mozaikok Galla Placidia mauzóleumában láthatók, a San Vitale-templom mellett, a San Vitale-templom legszebb mozaikjai a szentélyben találhatók. Az Ortodox keresztelőkápolna mozaikdíszítése alatt áll az egyik legjobb állapotban megmaradt őskeresztény keresztelőmedence. Az érseki palotában található Sant'Andrea oratórium mozaikjai a 6. században készültek. A Sant'Apollinare Nuovo-templom mozaikdíszítésének egy része Jézus életéből ábrázol jeleneteket. A hasonló nevű Sant’Apollinare in Classe a város mellett áll Ravenna első püspökének sírja felett. Teodorik mauzóleuma 520 körül épült, ez a korszak egyetlen megmaradt királysírja. Az ariánusok keresztelőkápolnája a gót korszak emléke egyedülálló mozaikokkal. |                                          |

| | Pienza történelmi központja |
| Olaszország |                             |
| Kulturális (I)(II)(IV) |                             |
| Védett terület: 4,41 ha, hivatkozás: 789 |                             |
| II. Piusz pápa 1459-ben megbízta Bernardo Rossellinót, hogy szülővárosát reneszánsz stílusban alakítsa át. Itt akarta kialakítani pápai nyári rezidenciáját. Az építész mentora, Leon Battista Alberti módszereit követve tervezte meg a város arculatát, ideális reneszánsz városként képzelte el Pienzát. A reneszánsz várostervezési elméleteket itt ültették át először gyakorlatba. Az új városkép legfeltűnőbb eleme a Piazza Pio II (a főtér) és a mellette álló épületek. A tér mellett áll a kétszintes pápai rezidencia, a Palazzo Piccolomini. Tőle nem messze a másik oldalon található a Palazzo Vescovile más néven Palazzo Borgia. A városháza (Palazzo Civico) 1463-ban épült, jellegzetessége a térre néző oszlopos, boltíves folyosója. A tér mellett épült fel a külsejében reneszánsz, belsejében gótikus stílusban épült háromhajós Santa Maria Assunta-székesegyház is. Jelentősek a pápa kíséretéhez tartozó bíborosok nagyméretű házai is a 15. század közepéről. Ezen kívül még egy kórház és a Szent Ferenc-templommal szemben egy fogadó épült. Az intenzív városfejlesztés csak rövid ideig tartott, az egyházfő 1464-ben bekövetkezett halála után véget ért. |                             |

| | Bajkál-tó |
| Oroszország |           |
| Természeti (VII)(VIII)(IX)(X) |           |
| Védett terület: 8 800 000 ha, hivatkozás: 754 |           |
| A Szibéria déli részén fekvő Bajkál-tó a Föld legnagyobb és legmélyebb édesvizű tava. A körülbelül 25 millió évvel ezelőtt keletkezett tó tartalmazza a világ olvadt állapotban lévő édesvíz-készletének nagyjából egyötödét. A viszonylag elszigetelt hatalmas vízmennyiség és környéke sokszínű élővilágnak ad otthont számos endemikus fajjal. Itt él a világ egyetlen édesvízi fókafaja is a bajkáli fóka. Az itteni földtani képződmények körülbelül 540 millió évvel ezelőtt kezdtek kialakulni , a vidék geológiailag ma is aktív, amelyet a tó mélyén észlelt hévízkitörések bizonyítanak. Az éghajlat mérsékelt övi kontinentális hosszú hideg telekkel és viszonylag meleg nyarakkal. A védett területen több mint 1200 állat és 600 növényfajt azonosítottak. A tavat hegyek (a Bajkál-hegység, a Barguzin-hegység és a Keleti-Szaján), erdők, tundrák, sztyeppék és számos ásványvizű hőforrás veszik körül és kedvelt üdülőhely is. |           |

| | Kamcsatka vulkánjai |
| Oroszország |                     |
| Természeti (VII)(VIII)(IX)(X) |                     |
| Védett terület: 3 995 769,3 hivatkozás: 765 |                     |
| A Kamcsatka-félszigeten 350 000 négyzetkilométeres területen 28 aktív vulkán található, ez a világ egyik legjelentősebb vulkáni térsége. A helyszínhez tartozó hat védett övezetben találhatók a félsziget ősi, legérintetlenebb részei és a vulkáni képződmények nagyobb része is. A félszigeten két párhuzamos hegylánc húzódik végig köztük a Kamcsatka-folyó völgyével. Az egyik hegyvonulatot kihunyt a másikat aktív vulkánok alkotják. A helyszínen a vulkánok mellett számos meleg vizű forrás és gejzír is megtalálható. A félsziget nyirkos és enyhe éghajlatának köszönhetően vastag növénytakaró borítja hegyvidéki tajgaerdőket, mocsári erdőket, tőzeglápokat, lombhullató erdőket alkotva. A terület biofölrajzi adottságai inkább a szigetekére hasonlít több endemikus fajjal, de viszonylag alacsony fajgazdagsággal. Megtalálható köztük a medve, a havasi kecske, a szarvas, a coboly, sasfélék, a rozsomák, sólyomfélék, tengeri madár kolóniák, fókák, vidrák és lazacfélék. |                     |

| | Haghpat és Szanahin kolostorai |
| Örményország |                                |
| Kulturális (II)(IV) |                                |
| Védett terület: 2,65 ha, puffer zóna: 23,8 ha, hivatkozás: 777 |                                |
| A Grúzia határához közel fekvő bizánci kolostorok az örmény vallási építészet legfontosabb emlékei közé tartoznak. A mintegy ötszáz szerzetesnek otthont adó két kolostort egy szurdok választja el egymástól. Az épületeket a 10. és a 13. század között emelték, jellemző rájuk a bizánci egyházi és a kaukázusi régió nemzeti építészeti stílusának keveredése. A Szahanin kolostoregyüttes két merőleges tengely mentén felépített, homlokzataikkal nyugat felé tájolt épületcsoportból áll. Az épületkomplexumhoz négy templom, egy könyvtár, egy harangtorony, egy refektórium és több kápolna tartozik. Szahanin fontos szellemi és oktatási központ volt, miniatúra-készítőket és kalligráfusokat is képeztek. Jelentős könyvtárát a 12. vagy a 13. században alapították, a stratégiailag kedvező helyen fekvő épület kulcsfontosságú volt a kolostor védelme szempontjából is. Az erődített Haghpat-kolostor Szent Kereszt főtemplomának építése már a 10. század végén befejeződött. Harangtornya a főépülettől távolabb helyezkedik el. A 11. és a 12. században kisebb felújításokat végeztek rajta, de ettől eltekintve teljesen eredeti állapotban maradt meg. A 13. században épített előcsarnokán keresztül közelíthető meg a templom, a könyvtár és a káptalanterem. |                                |

| | Porto történelmi központja |
| Portugália |                            |
| Kulturális (IV) |                            |
| Hivatkozás: 755 |                            |
| Az Atlanti-óceán partján a Duero folyó torkolatánál a stratégiai helyen fekvő Porto már a római korban is létezett, ők Portusnak nevezték. 716 és 997 között mór uralom alatt állt, majd ez volt az úgynevezett „Portugál megye” székhelye. A 15. században a város anyagilag is támogatta Tengerész Henrik expedícióit. Jelenlegi városképét a domboldalra emelt épületek határozzák meg, óvárosa az acélszerkezetű kétszintes Ponte Dom Luis hídon keresztül is megközelíthető. Porto egyik legfontosabb épülete a román stílusú katedrális csempedíszítésű gótikus kerengőjével, reneszánsz és barokk belső díszítésével. A portói bor kereskedelmének hasznából finanszírozták az óváros sokszínű polgári építészetét. A városban román, gótikus, reneszánsz, barokk, neoklasszicista és modern korból is láthatók jelentős műemlékek és jellegzetes elemei a városképnek a folyón átívelő hidak is. Fontos műemléke a jellegzetes Mánuel stílusban épült a Santa Clara-templom, a 19. században épült Tőzsde-palota pedig jelentős neoklasszicista építmény. |                            |

| | Cuenca történelmi városrésze |
| Spanyolország |                              |
| Kulturális (II)(V) |                              |
| Védett terület: 22,79 ha, puffer zóna: 170,49 ha, hivatkozás: 781 |                              |
| Cuencát arabok alapították egy sziklás magaslaton Madrid és Valencia között a Jucar folyó partján. A Córdobai Kalifátushoz tartozott, ebből a korból maradtak meg bástyákkal megerősített városfalai. A 12. században kasztíliai fennhatóság alá került, ekkor királyi város és püspöki székhely lett. Ekkor épült a Nagymecset helyére az ország első gótikus székesegyháza. Ezután számos más egyházi épületet is emeltek a településen, a legtöbb templomot és kolostort a következő évszázadokban átalakították vagy kibővítették. A ma is látható városkép jellegzetességei a jó állapotú gótikus, reneszánsz és barokk épületek, köztük nagy arisztokrata házak. Cuenca híres úgynevezett függőházairól is, amelyeket a folyó sziklás partoldalára építettek a mélység fölé és erődítményre hasonlító városképet adnak a felsővárosnak. Az egyik „függőházban” működik a spanyol absztrakt művészet egyik legjelentősebb múzeuma és figyelemre méltó a közeli régészeti múzeum gyűjteménye is. |                              |

| | Valenciai Selyembörze |
| Spanyolország |                       |
| Kulturális (I)(IV) |                       |
| Védett terület: 0,2 ha, hivatkozás: 782 |                       |
| A Valencia kikötővárosban található Selyembörze (vagy Tőzsdepalota) a késő gótikus világi építészet kiemelkedő alkotása. Alapterülete körülbelül kétezer négyzetméter, és a központi vásárcsarnok közelében található. A település Kasztíliai Izabella és II. Ferdinánd uralmának köszönhetően virágzott, és az akkor felhalmozott vagyonnak köszönhetően épülhetett egy ilyen színvonalú világi épületegyüttes ami a kereskedőváros gazdagságát befolyását és hatalmát jelenítette meg. Az 1482 és 1533 között épült börze a Szerződések csarnokából, a Toronyból (egy kápolnával), a Tengerészeti Konzulátus terméből, az Oszlopos teremből és egy kertből áll. Az Oszlopos terem csillagboltozatos mennyezetét huszonnégy oszlop támasztja alá. Az épületegyüttes ma is használatban van, legfőképpen kereskedelmi központként, elsősorban mezőgazdasági termékekkel foglalkozó árutőzsdeként, valamint karnevál idején kiállítóhelyként funkcionál. |                       |

| | Lappföld |
| Svédország |          |
| Vegyes (III)(V)(VII)(VIII)(IX) |          |
| Védett terület: 940 900 ha, hivatkozás: 774 |          |
| A tundranövényzettel borított Lappföld az alacsonyabban fekvő erdőségek peremétől a Norvég-tenger partjáig húzódik. Az északi sarkkörhöz közel fekvő terület a nomád életformát folytató lappok, más néven számik hagyományos szálláshelye. A lappok a nyarat a hegyekben, a telet a vidék keleti részén elterülő erdőkben töltik. Életformájuk alapja a haszonállatok vándorló legeltetése, a kézművesség és a halászat, de megélhetésüket már nem csak ez biztosítja, hanem a turizmus és környezetvédelmi projektek is. Ezenkívül a hagyományos iparágak közé tartozik a szövés, a fa- és csontfaragás illetve a szőrmekészítés is. Vándorló életmódjuknak köszönhetően teljes egészében ki tudják használni a nagy terület nyújtotta lehetőségeket. Lappföldön megtalálhatók ragadozó emlősök, farkasok és barna medvék, valamint jávorantilopok és alacsony egyedszámban rozsomákok is. Emellett 150 madárfaj jelentős számú populációját tartják nyilván és vadlovak is élnek a területen. |          |

| | Gammelstad templomközössége |
| Svédország |                             |
| Kulturális (II)(IV)(V) |                             |
| Védett terület: 16,4 ha, puffer zóna: 243,47 ha, hivatkozás: 762 |                             |
| Gammelstad városa a Botteni-öböl partján fekszik. Ez a legjobb állapotban fennmaradt templomközösség ami régebben egész Skandináviában elterjedt településforma volt. A közösség 424 lakóbódéja a nagy távolságból ideérkező és aznap már hazautazni nem tudó utazók szállásaként funkcionált. Ez a megoldás egy ma is elő hagyomány Svédország északi részén, ahol a klimatikus viszonyok sokszor megnehezítik az utazást. A faházakat csak vasárnap és ünnepnapokon használták, a legkorábbiak valószínűleg a 16. század közepén épültek. A házak utcára néző ajtajai és ablaktáblái változatosak. Az ajtók többségén látható háromszög alakú szimbólum egy régi, pogány jelkép újraértelmezése, ami egy oltárt és áldozati tüzet ábrázol. A település templomát feltehetően a 15. század elején építették vörös és fehér gránittömbökből. Belsejében említésre méltó az 1520-ban felállított oltár és az 1480 körül készült freskók. |                             |